# HD55719
HD55719 — хімічно пекулярна зоря спектрального класу A3, що має видиму зоряну величину в смузі V приблизно  5,3.
Вона  розташована на відстані близько 434,3 світлових років від Сонця.

## Пекулярний хімічний вміст
Зоряна атмосфера HD55719 має підвищений вміст 
Cr
.

## Магнітне поле
Спектр даної зорі вказує на наявність магнітного поля у її зоряній атмосфері.
Напруженість повздовжної компоненти поля оціненої з аналізу
наявних ліній металів
становить 1397,8± 263,6 Гаус.